# Taipei Soir
 (mars 2017).
Si vous disposez d'ouvrages ou d'articles de référence ou si vous connaissez des sites web de qualité traitant du thème abordé ici, merci de compléter l'article en donnant les références utiles à sa vérifiabilité et en les liant à la section « Notes et références ».

Taipei Soir (chinois traditionnel : 台北之夜 ; pinyin : táibĕi zhī yè) est un quotidien francophone en ligne sur l'actualité taïwanaise, chinoise et généralement asiatique.
Il se veut le premier quotidien francophone de Taïwan, fort de quelques milliers de visiteurs uniques par jour. Taipei Soir possède une sensibilité de centre droite, proche du Parti démocrate progressiste au pouvoir à Taïwan entre 2000 et 2008. 

## Histoire
Son histoire commence en octobre 1997. Les débuts sont difficiles, et récemment, le journal connaît encore quelques soubresauts. En 2007, le journal annonce un retour en force dès fin octobre après un arrêt de parution de plus de deux mois. Début 2008, le journal tente la formule hebdomadaire, qui avait déjà été tentée avec peu de succès dans le passé. Après 4 numéros du magazine hebdomadaire, téléchargeable en PDF, l'aventure s'arrête. 
Le 21 juillet 2008, le site est relancé, introduit au sein du portail de la webradio TPS Radio appartenant au groupe Taipei Soir. L'aventure quotidienne du journal semble alors repartie avec à l'appui un média innovant : la première webradio francophone de Taïwan. Mais Taipei Soir connaît un nouveau coup d'arrêt de 4 ans. 
Le site est relancé durant l'été 2012 avec un nouveau design, une nouvelle politique et un nouveau domaine. La politique est plutôt celle d'un blog d'informations que d'un journal en ligne, avec une politique d'« Alerte Infos » en cas de besoin, et un design simple, ce dernier étant modifié dès mars 2013. 